# Issou
Issou és un municipi francès, situat al departament d'Yvelines i a la regió de Illa de França. L'any 2007 tenia 4.470 habitants.
Forma part del cantó de Limay, del districte de Rambouillet i de la Comunitat urbana Grand Paris Seine et Oise.

## Demografia

### Població
El 2007 la població de fet d'Issou era de 4.470 persones. Hi havia 1.403 famílies, de les quals 184 eren unipersonals (84 homes vivint sols i 100 dones vivint soles), 312 parelles sense fills, 827 parelles amb fills i 80 famílies monoparentals amb fills.
La població ha evolucionat segons el següent gràfic:
Habitants censats

### Habitatges
El 2007 hi havia 1.460 habitatges, 1.413 eren l'habitatge principal de la família, 9 eren segones residències i 39 estaven desocupats. 1.301 eren cases i 157 eren apartaments. Dels 1.413 habitatges principals, 1.233 estaven ocupats pels seus propietaris, 167 estaven llogats i ocupats pels llogaters i 13 estaven cedits a títol gratuït; 18 tenien una cambra, 57 en tenien dues, 138 en tenien tres, 387 en tenien quatre i 813 en tenien cinc o més. 1.194 habitatges disposaven pel capbaix d'una plaça de pàrquing. A 558 habitatges hi havia un automòbil i a 796 n'hi havia dos o més.

### Piràmide de població
La piràmide de població per edats i sexe el 2009 era:
| Homes | Edats   | Dones |
| ----- | ------- | ----- |
| 0     | 95 o +  | 0     |
| 0     | 90 a 94 | 4     |
| 4     | 85 a 89 | 8     |
| 0     | 80 a 84 | 12    |
| 20    | 75 a 79 | 8     |
| 28    | 70 a 74 | 28    |
| 24    | 65 a 69 | 60    |
| 60    | 60 a 64 | 36    |
| 44    | 55 a 59 | 48    |
| 116   | 50 a 54 | 76    |
| 136   | 45 a 49 | 128   |
| 124   | 40 a 44 | 184   |
| 188   | 35 a 39 | 104   |
| 148   | 30 a 34 | 176   |
| 104   | 25 a 29 | 108   |
| 144   | 20 a 24 | 76    |
| 172   | 15 a 19 | 176   |
| 196   | 10 a 14 | 128   |
| 180   | 5 a 9   | 136   |
| 140   | 0 a 4   | 104   |

## Economia
El 2007 la població en edat de treballar era de 2.993 persones, 2.337 eren actives i 656 eren inactives. De les 2.337 persones actives 2.190 estaven ocupades (1.149 homes i 1.041 dones) i 147 estaven aturades (78 homes i 69 dones). De les 656 persones inactives 184 estaven jubilades, 283 estaven estudiant i 189 estaven classificades com a «altres inactius».

### Ingressos
El 2009 a Issou hi havia 1.427 unitats fiscals que integraven 4.547 persones, la mediana anual d'ingressos fiscals per persona era de 20.563 €.

### Activitats econòmiques
Dels 100 establiments que hi havia el 2007, 4 eren d'empreses alimentàries, 7 d'empreses de fabricació d'altres productes industrials, 33 d'empreses de construcció, 16 d'empreses de comerç i reparació d'automòbils, 11 d'empreses de transport, 4 d'empreses d'hostatgeria i restauració, 3 d'empreses d'informació i comunicació, 2 d'empreses immobiliàries, 11 d'empreses de serveis, 4 d'entitats de l'administració pública i 5 d'empreses classificades com a «altres activitats de serveis».
Dels 43 establiments de servei als particulars que hi havia el 2009, 4 eren tallers de reparació d'automòbils i de material agrícola, 1 autoescola, 10 paletes, 4 guixaires pintors, 7 fusteries, 6 lampisteries, 5 electricistes, 1 empresa de construcció, 2 perruqueries, 2 restaurants i 1 agència immobiliària.
Dels 8 establiments comercials que hi havia el 2009, 1 era un hipermercat, 1 una botiga de més de 120 m², 3 fleques, 1 una fleca, 1 una botiga de material de revestiment de parets i terra i 1 una joieria.

## Equipaments sanitaris i escolars
L'únic equipament sanitari que hi havia el 2009 era una farmàcia.
El 2009 hi havia 2 escoles maternals i 2 escoles elementals. Issou disposava d'un col·legi d'educació secundària amb 585 alumnes.

## Poblacions més properes
El següent diagrama mostra les poblacions més properes.